# Corey Mwamba
Corey Mwamba (* 2. November 1976 in Derby) ist ein britischer Jazzmusiker (Vibraphon, auch Dulcimer, Elektronik).
Mwamba lernte mit elf Jahren zunächst Keyboard und sang in einem Kinderchor in Derby. Durch die Musik von Jessica Williams im Radio kam er zum Jazz. Er besuchte das College in Southampton und spielte in der College-Jazzband Schlagzeug. Anschließend studierte er an der Birmingham University Chemie; an der University of Derby erwarb er schließlich den Bachelor of Science in Chemie und Musik.
Bereits mit 25 Jahren hatte Mwamba seine eigene Radioshow. Im Laufe seiner Karriere arbeitete er u. a. mit John Surman, Evan Parker, Orphy Robinson, Arun Ghosh, Andy Hamilton and the Blue Notes, dem Derby Concert Orchestra, Tony Kofi sowie mit den Formationen Gary Crosby’s NuTroop, The Master Drummers of Africa und Tomorrow’s Warriors, außerdem mit eigenen Formationen (im Trio mit Joshua Blackmore und Dave Kane sowie im Duo mit Walt Shaw, mit Rachel Musson sowie mit Robert Mitchell). 2007 erhielt Mwamba den Auftrag, Kompositionen für das 25. Derby Jazz Festival zu schreiben und aufzuführen (Argentum). 2008 wurde er für den BBC Jazz Award for Innovation nominiert. Im Bereich des Jazz war er nach Tom Lord zwischen 2008 und 2019 an 13 Aufnahmesessions beteiligt, mit Arun Ghosh, Gavin Barras und Nat Birchall, außerdem bei Will Hollands Quantic und Lloyd Miller/The Heliocentrics.
Mwamba ist auch Präsentator der Sendung Freeness bei BBC Radio 3; diese wurde 2020 mit dem Medienpreis der Parliamentary Jazz Awards ausgezeichnet.

## Diskographische Hinweise
- Corey Mwamba / Dave Kane / Joshua Blackmore Don't Overthink It (Rice Music 2013)
- Bonga / Champion / Mwamba Paperstone Suite (FMR 2016)
- Martin Archer, Corey Mwamba, Seth Bennett und Peter Fairclough: Sunshine! Quartet (2017)
- NTH (Discus 2019, mit Andy Champion, Laura Cole, Johnny Hunter)